# Yorktown Village
Yorktown Village ist ein Wohnviertel in der kreisfreien Stadt Schweinfurt im Nordwestlichen Stadtteil. Die Wohnsiedlung (Family Housing) wurde für Offiziere der US-Heeresgarnison Schweinfurt von 1986 bis 1992 erbaut. Infolge der kompletten Auflösung des US-Standortes Schweinfurt im Jahre 2014 wird Yorktown Village seit 2016 unverändert und unter Beibehaltung des Namens als ziviles Wohnviertel genutzt. Zudem wurden einige neue Baugrundstücke für Einfamilienhäuser ausgewiesen.

## Lage
Yorktown Village liegt im nordwestlichen Randbereich des Schweinfurter Stadtgebietes, nördlich des Kessler Fields. Das Viertel liegt 1 km nördlich der Niederwerrner Straße, einer Ausfallstraße nach Bad Kissingen sowie zur Autobahn 71 nach Erfurt und zur Autobahn 7 nach Kassel.
| Niederwerrn | Dittelbrunn / Hambach                       | Eselshöhe   |
| Hainig      | Kompassrose, die auf Nachbargemeinden zeigt | Gartenstadt |
| Bellevue    | Kessler Field Sachs-Stadion                 | Carus-Park  |

## Name des Viertels und amerikanische Geschichte
Das Viertel wurde nach der Schlacht von Yorktown, bzw. dem Ort Yorktown in Virginia benannt. Hier siegten die französisch-amerikanischen Truppen unter Comte de Rochambeau und George Washington im Unabhängigkeitskrieg gegen Großbritannien 1781. Yorktown Village hat mit etwa 200 Bewohnern dieselbe Einwohnerzahl wie die Kleinstadt in Virginia.
Auch die Straßen wurden nach Schlachten im Unabhängigkeitskrieg benannt, so z. B. die Brandywine-Road nach der Schlacht von Brandywine oder die Bunker-Hill-Road nach der Schlacht von Bunker Hill. 2016 wurden die Straßen umbenannt (siehe: Ausbau zum deutschen Wohnviertel).
Bis zum Abzug der US Army wurde auf dem an Yorktown Village angrenzenden Kessler Field der Amerikanische Unabhängigkeitstag (Independence Day) gefeiert, u. a mit einem Feuerwerk. Jill Biden, die Frau des ehemaligen amerikanischen Präsidenten Joe Biden, kam 2009 bei einem Besuch nach Schweinfurt auch zu den Feiern auf das Kessler Field, als gerade 2.500 in Schweinfurt stationierte Soldaten im Irakkrieg waren und weitere 600 sich darauf vorbereiteten.

## Geschichte des Stadtviertels
Das kleine Quartier besteht in seiner ursprünglichen Größe (Bestand 2014) aus 68 Doppelhaushälften (Bau 401 – 434) in amerikanischer Holzbauweise. Hier, wie auch andernorts weltweit wurden typische amerikanische Einfamilienhausviertel für Offiziere nachgebaut, um bei häufigeren Versetzungen die Eingewöhnungszeiten zu verkürzen. Bei Abzug der Amerikaner war der Plan für Yorktown Village noch nicht voll umgesetzt. Am nördlichen Yorktown-Drive (seit 2016: Alaskastraße) gab es noch unbebaute Grundstücke für Doppelhäuser und zwischen Bunker-Hill-Road (Coloradostraße) und Brandywine-Road (Texasstraße) waren eine geplante Kirche und eine Bücherei noch nicht realisiert.
Nach dem Abzug der US-Streitkräfte ging das Viertel zum Jahresende 2014 in das Eigentum der Bundesanstalt für Immobilienaufgaben (BImA) über, die es am 29. Februar 2016 im Zuge der US-Konversion an die Stadt Schweinfurt verkaufte. Es besteht ein Bebauungsplan (nach § 30 BauGB). Die 68 Doppelhaushälften wurden im Mai 2016 unter 800 Bewerbern verlost, was ein bundesweites Medienecho hervorrief und im Juni zogen die ersten Bewohner ein.

## Ausbau zum deutschen Wohnviertel

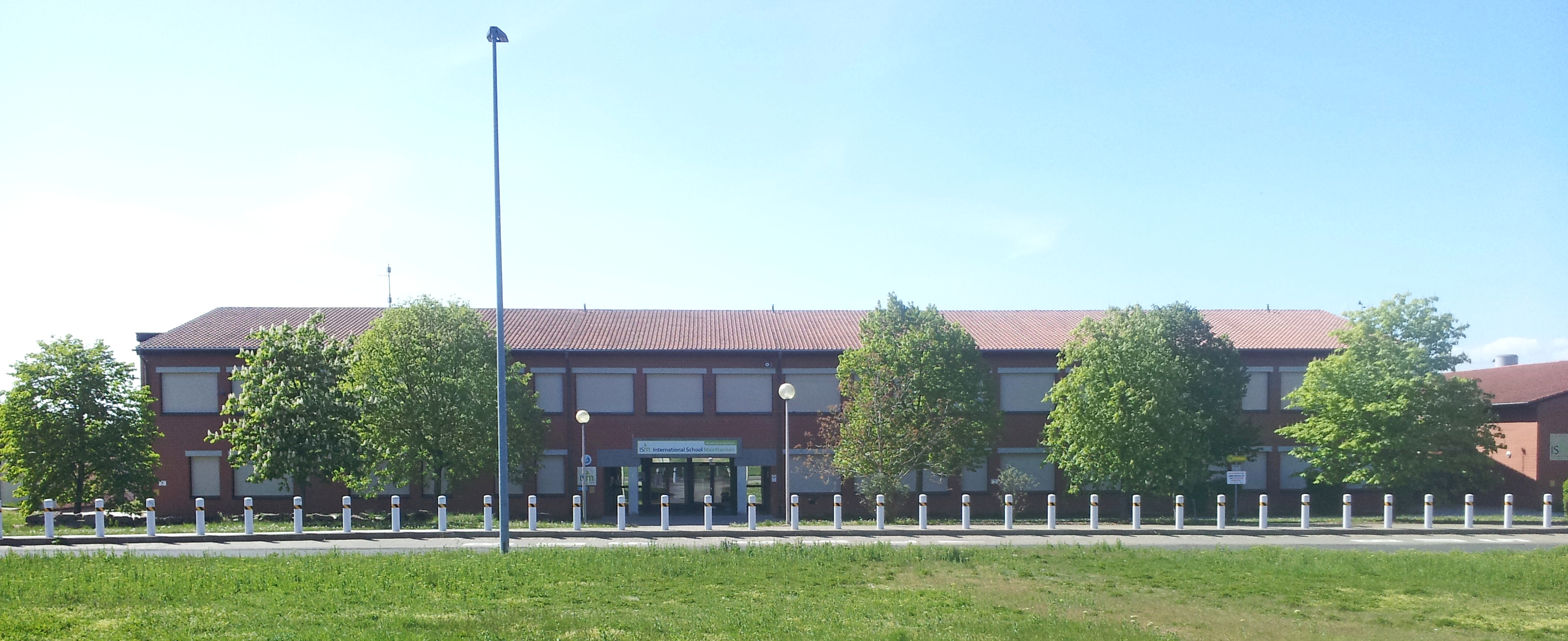
Ehemalige Highschool, jetzt International School Mainfranken

2016 wurden die fünf amerikanischen Straßennamen Brandywine-Road, Bunker-Hill-Road, Kings-Mountain-Road, Lexington-Way und Yorktown Drive in sechs deutsche Bezeichnungen umbenannt. Die Straßen tragen seitdem die Namen der amerikanischen Bundesstaaten Alaska, Colorado, Florida, Kalifornien, Montana und Texas.
In der ehemaligen Highschool in Yorktown Village nahm im Herbst 2016 die International School Mainfranken (ISM) ihren Unterricht auf. In der bisher unbebauten Alaskastraße wurden 16 neue Baugrundstücke für Einfamilienhäuser ausgewiesen. Sie wurden bis 2020 errichtet, mit an die amerikanischen Häuser angepassten Dachformen (Satteldach). Auf dem  beim US-Abzug ebenfalls noch unbebauten Areal zwischen Coloradostraße und Texasstraße befindet sich derzeit lediglich ein Kindergarten.

## Kritik
Die neuen Bewohner von Yorktown Village kritisierten das Fehlen eines Stadtbusanschlusses.

## Videos
- Stadt Schweinfurt: The American Way of Schweinfurt. Trailer 5: Yorktown Village - A US Suburb in Germany (1:45)
- Radio Primaton: Rundgang durch ein Haus in Yorktown Village (1:43)